# Рекурсивні острови та озера
Рекурсивний острів або озеро, також відомі як вкладений острів або озеро, — це острів або озеро, що знаходиться всередині озера або острова. Для цілей визначення рекурсії невеликі континентальні масиви суші, такі як Мадагаскар і Нова Зеландія, вважаються островами, тоді як великі континентальні масиви – ні. Острови, знайдені в озерах цих країн, часто є рекурентними островами, оскільки саме озеро розташоване на острові.

## Рекурсивні острови

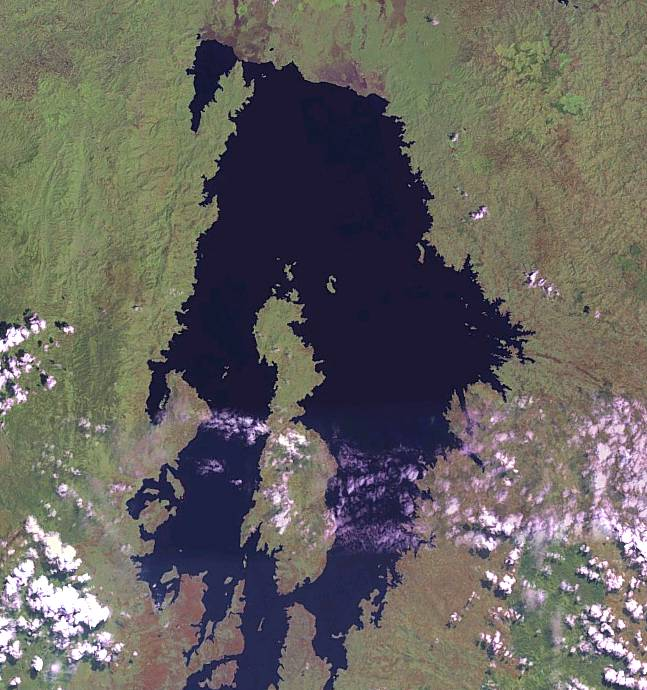
Іджві, в центрально-південному регіоні озера Ківу

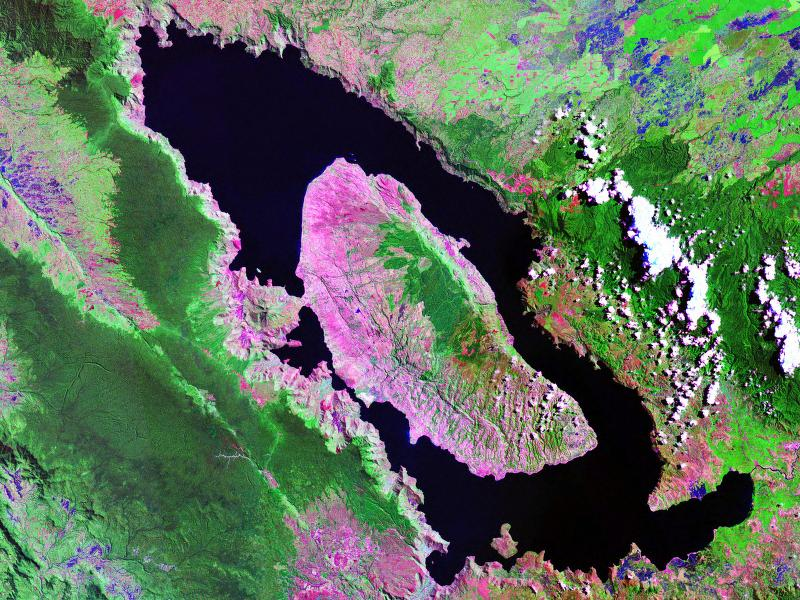
Самосір знаходиться посередині озера Тоба.

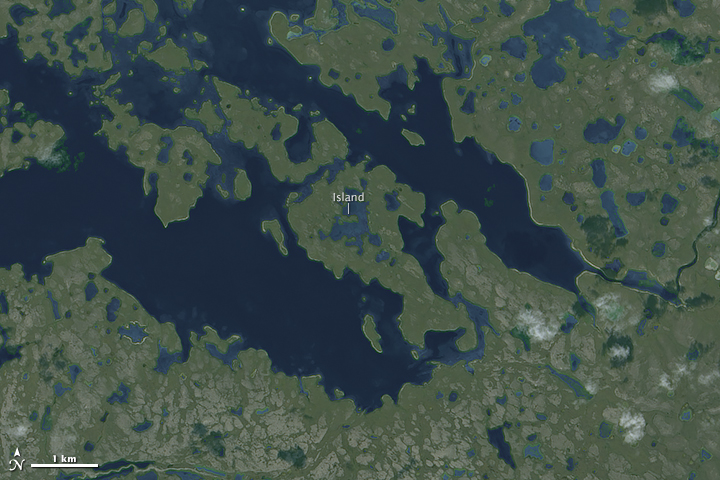
Безіменний острів на острові Вікторія на території Нунавут у Канаді

Бувають: 
- Острови в озерах

- Острови в озерах на островах 
Тільки на островах у Фінляндії налічується близько 1000 островів в озерах. [3]

- Острови в озерах на островах в озерах

- Острови в озерах на островах в озерах на островах

Наведено лише кілька яскравих прикладів островів в озерах:
| Острів                        | У озері                | Країна                        | Площа (км2) | Координати                                                                                | Зауваження |
| ----------------------------- | ---------------------- | ----------------------------- | ----------- | ----------------------------------------------------------------------------------------- | --- |
| Острів Манітулін              | Озеро Мічиган-Хурон    | Канада                        | 2,766       | 45°39′8″ пн. ш. 82°06′32″ зх. д. / 45.65222° пн. ш. 82.10889° зх. д.                      | Найбільший озерний острів у світі |
| Острів Рене-Левасер           | Водосховище Манікуаган | Канада                        | 2,020       | 51°23′50″ пн. ш. 68°41′30″ зх. д. / 51.39722° пн. ш. 68.69167° зх. д.                     | острів штучний, оскільки озеро, в якому він знаходиться, було створено зануджувавши менше існуюче озеро через створення дамби Даніеля-Джонсона.                                                                                      |
| Соїсало (Soisalo)             | на кількох озерах      | Фінляндія                     | 1,638       | 62°28′58″ пн. ш. 28°7′53″ сх. д. / 62.48278° пн. ш. 28.13139° сх. д.                      | Найбільший острів у континентальній Фінляндії. Він має береги чотирьох різних озер (Каллавеси, Унука, Сувасеві і Кермаярві), але вони не всі на одному рівні.                                                                        |
| Сяамінґінсало (Sääminginsalo) | Саймаа                 | Фінляндія                     | 1,090       | 61°58′58″ пн. ш. 29°4′53″ сх. д. / 61.98278° пн. ш. 29.08139° сх. д.                      | Відрізняється з однієї сторони штучним каналом (канал Райку). |
| Острів Ольхон                 | Озеро Байкал           | Росія                         | 730         | 53°9′24″ пн. ш. 107°23′1″ сх. д. / 53.15667° пн. ш. 107.38361° сх. д.                     | |
| Острів Рояль                  | Озеро Верхнє           | США                           | 535         | 48°0′0″ пн. ш. 88°55′0″ зх. д. / 48.00000° пн. ш. 88.91667° зх. д.                        | |
| Острів Укереве                | Озеро Вікторія         | Танзанія                      | 530         | 2°1′46″ пд. ш. 33°0′36″ сх. д. / 2.02944° пд. ш. 33.01000° сх. д.                         | |
| Острів Сент-Жозеф             | Озеро Мічиган-Хурон    | Канада                        | 365         | 46°13′11″ пн. ш. 83°56′47″ зх. д. / 46.21972° пн. ш. 83.94639° зх. д.                     | |
| Острів Друммонд               | Озеро Мічиган-Хурон    | США                           | 347         | 46°0′0″ пн. ш. 83°40′0″ зх. д. / 46.00000° пн. ш. 83.66667° зх. д.                        | |
| Іджві                         | Озеро Ківу             | Демократична Республіка Конго | 340         | 2°9′58″ пд. ш. 29°3′21″ сх. д. / 2.16611° пд. ш. 29.05583° сх. д.                         | |
| Котасаарі                     | Каллавесі              | Фінляндія                     | 285         | 62°52′52″ пн. ш. 28°0′23″ сх. д. / 62.88111° пн. ш. 28.00639° сх. д.                      | Відрізняється з одного боку штучним каналом (канал Сумма). |
| Ометепе                       | Озеро Нікарагуа        | Нікарагуа                     | 276         | 11°30′0″ пн. ш. 85°35′0″ зх. д. / 11.50000° пн. ш. 85.58333° зх. д.                       | Стілення з двох з'єднаних вулканічних островів |
| Сапатера                      | Озеро Нікарагуа        | Нікарагуа                     | 54          | 11°43′48″ пн. ш. 85°49′12″ зх. д. / 11.73000° пн. ш. 85.82000° зх. д.                     | |
| Великий острів                | Лісове озеро           | Канада                        | ~200        | 61°07′45″ пн. ш. 116°45′24″ зх. д. / 61.12917° пн. ш. 116.75667° зх. д.                   | |
| Острів Мерсер                 | Озеро Вашингтон        | США                           | 33.4        | 47°34′39″ пн. ш. 122°12′43.2″ зх. д. / 47.57750° пн. ш. 122.212000° зх. д.                | Перетинається мостом Лейсі В. Мёрроу, другим за довжиною плавучим мостом у світі. |
| Острів Дука                   | Зелене озеро           | США                           |             | 47°40′45.9804″ пн. ш. 122°20′28.9098″ зх. д. / 47.679439000° пн. ш. 122.341363833° зх. д. | |
| Острів чарівника              | Крейтерське озеро      | США                           | 1.3         | 42°56′19″ пн. ш. 122°08′44″ зх. д. / 42.93861° пн. ш. 122.14556° зх. д.                   | Сам Крейтерський озеро є кальдеркою, утвореною виверженням Гора Мазама; серія менших вивержень пізніше утворила пепельні конуси на підлозі кальдері, з яких Острів Волшебника є найвищим і єдиним зараз видимим над поверхнею озера. |
| Без назви                     | Орба кo                | Китай                         |             | 34°32′44″ пн. ш. 81°2′21″ сх. д. / 34.54556° пн. ш. 81.03917° сх. д.                      | Найвища в світі. Існує три острова досить схожих розмірів. |
| Острів Сілкокс                | Американське озеро     | США                           |             | 47°07′44′′N 122°33′53′′W                                                                  | На цьому острові живуть жителі, до них немає паромного обслуговування. |

## Рекурсивні озера
Розрізняють:
- Озера на островах

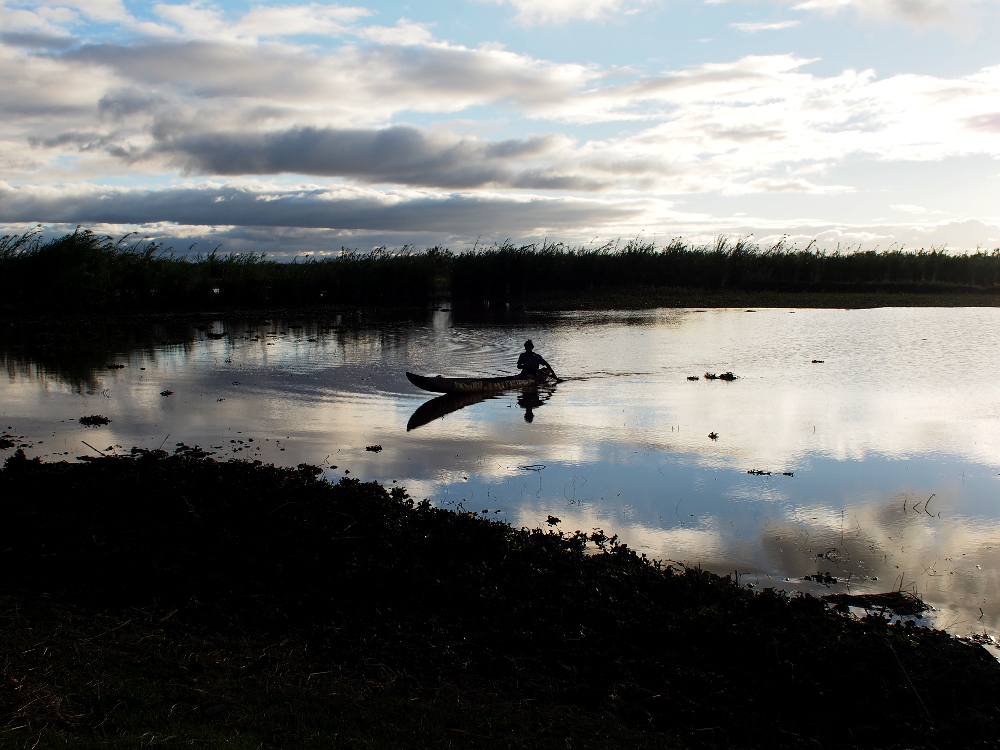
Регіон озера Алаотра, Мадагаскар

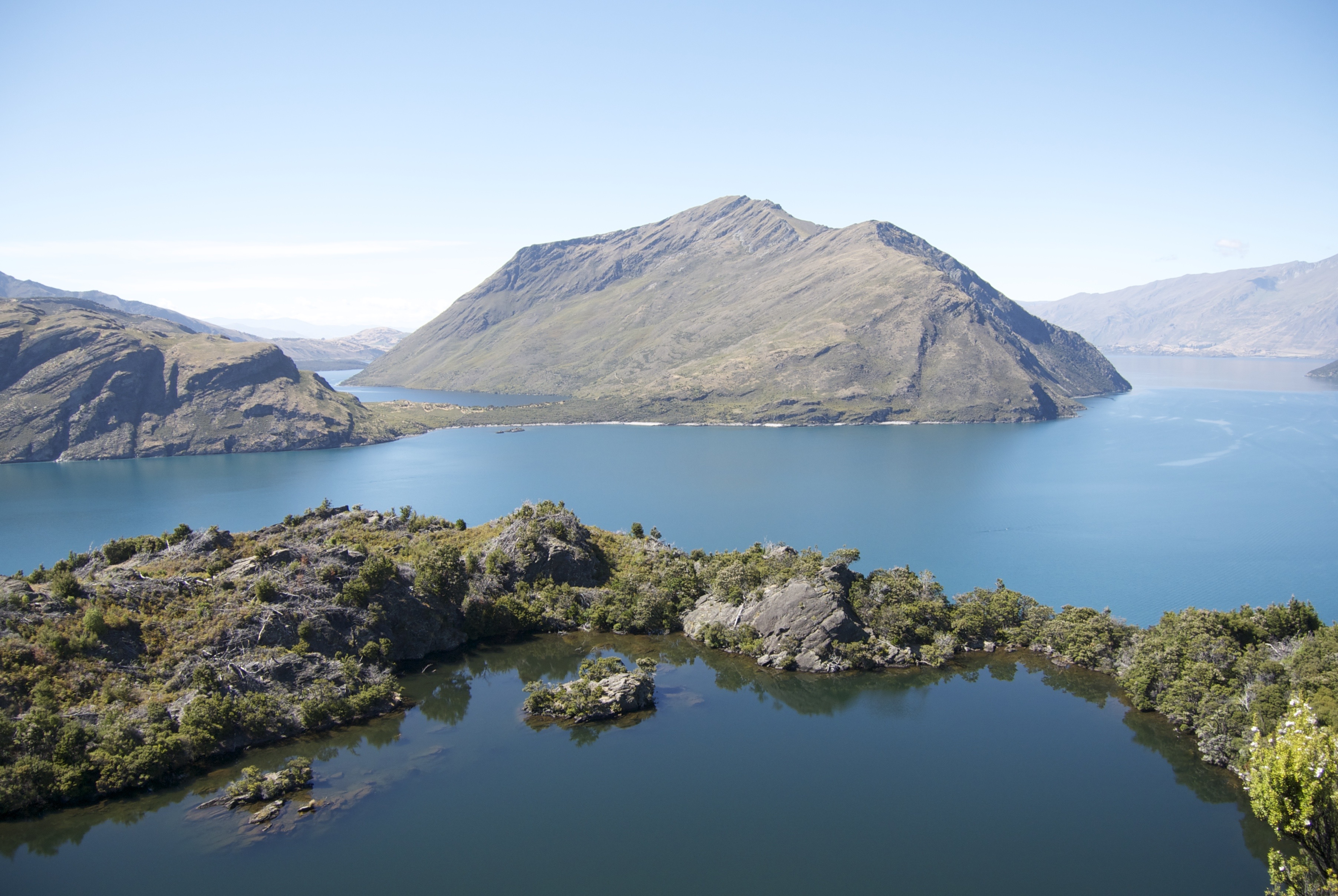
Вид на басейн Аретуса (на передньому плані) на острові Моу Вахо на озеро Ванака, Нова Зеландія

- Озера на островах в озерах

- Озера на островах в озерах на островах

- Озера на островах в озерах на островах в озерах 
Озеро Яткід містить єдине у світі озеро на острові в озері на острові в озері та єдині острови в такому озері.[8]

## Дивись також
- Список островів за площею
- Список озер за площею
- Список островів за населенням